# 에클로자이트

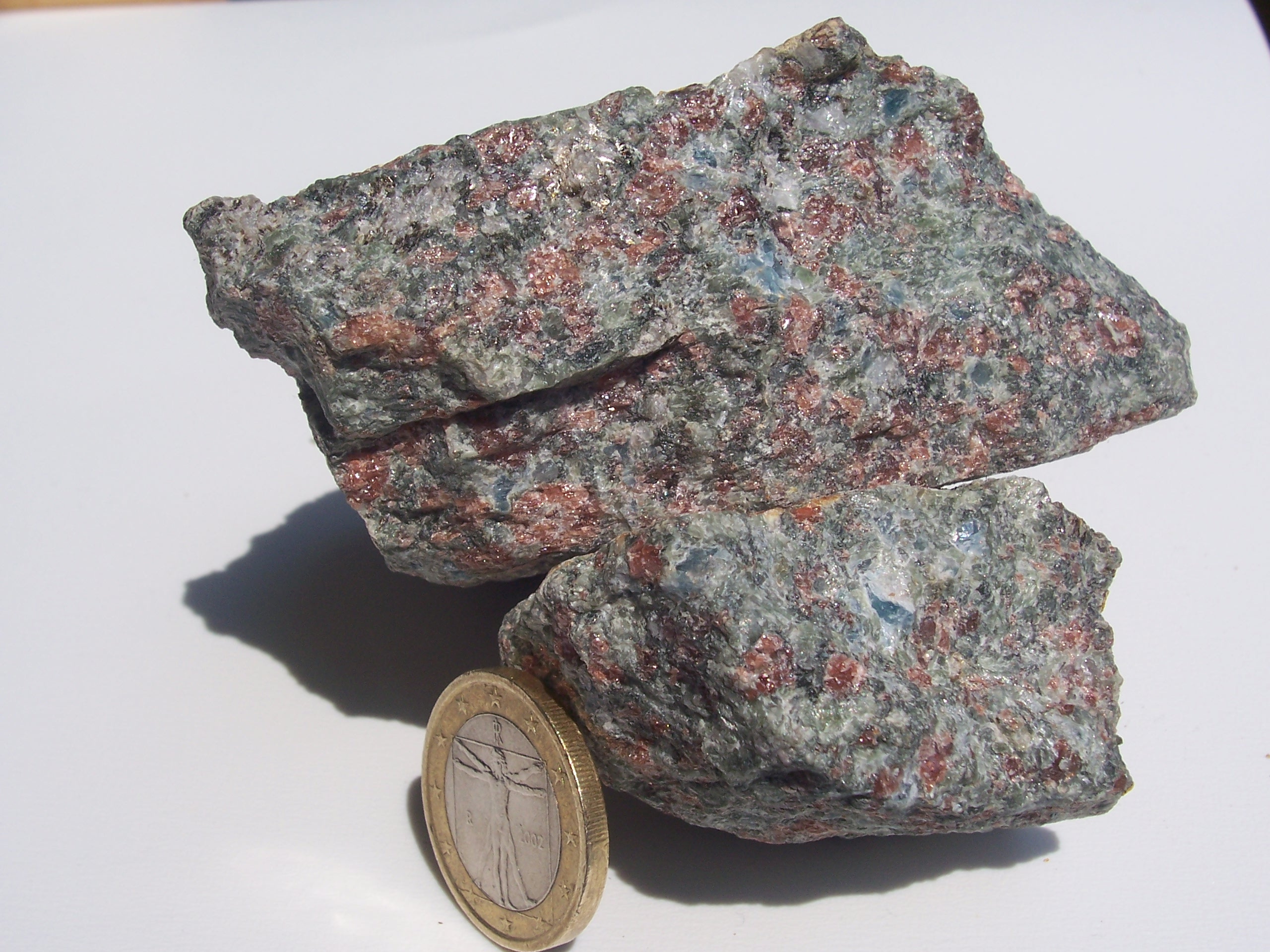
에클로자이트. 석류석(붉은색), 옴파사이트(회록색). 하늘색 결정은 남정석. 1 유로 동전이 크기를 비교하기 위해 놓여 있다.

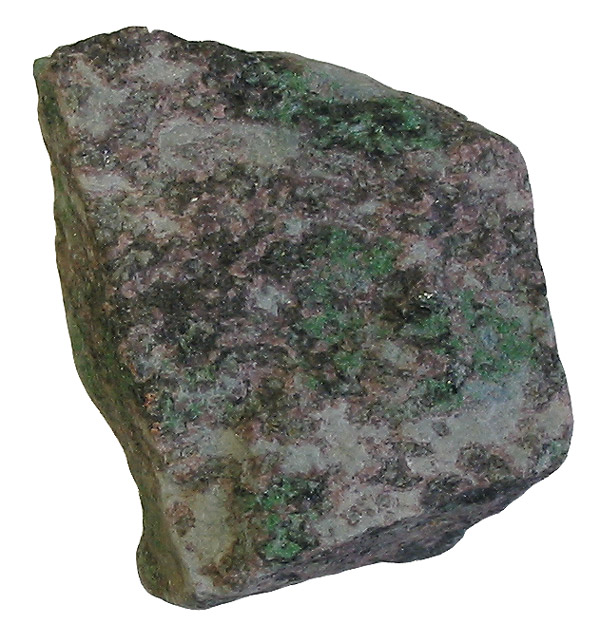
에클로자이트

에클로자이트(eclogite)는 조립질의 고철질 변성암으로 성분상으로 현무암과 같다. 에클로자이트는 적어도 두 이유로 매우 흥미롭다. 첫 번째는 전형적인 지각보다 매우 큰 압력에서 형성된다는 것이고, 두 번째는 흔치 않게 밀도가 높다는 것이다. 에클로자이트는 고체 지구 내의 대류를 일으키는 데 아주 중요한 역할을 한다.
신선한 에클로자이트는 녹색의 나트륨이 많은 휘석인 옴파사이트 기질 내에 분홍색 석류석 (알만딘-파이로프)이 나타난다. 부성분광물로 남정석, 금홍석, 석영, 로소나이트, 코에사이트, 각섬석, 펜자이트, 파라고나이트, 조이사이트, 백운석, 강옥이, 드물게 금강석이 나타나기도 한다. 사장석은 에클로자이트에서 불안정하다. 해록석(글로코페인)과 티타나이트(첨정석)가 에클로자이트 내에서 발견될 수 있는데, 이는 암석의 노출시 감소되는 압력에 의한 것이든지, 혹은 완전히 반응하지 않고 남아 있는 초기 형성 광물이다.

## 기원
에클로자이트는 고철질 화성암(주로 현무암이나 반려암)이 섭입대에서 맨틀 내로 섭입되면서 고압의 변성작용을 받아 만들어진다. 이런 곳에서의 에클로자이트는 보통 청색편암상 변성작용의 전형적인 광물조합을 가진 암석으로부터 형성된다. 에클로자이트는 또한 맨틀이나 하부 대륙지각 내에서 마그마가 식어서 결정화하여 만들어지기도 한다.

## 에클로자이트상
에클로자이트상은 변성된 현무암질암이 에클로자이트 광물조합을 갖는 온도압력 환경으로 결정된다. 전형적인 에클로자이트 광물조합은 석류석(파이로프~알만딘)+단사휘석(옴파사이트)이다. 에클로자이트는 400-1000 °C 이상의 온도(대개는 600-650 °C 이상)에서 1.2 GPa 이상의 압력을 기록한다. 이는 매우 높은 압력에 중~고온의 변성작용이다. 어떤 에클로자이트에는 금강석과 코에사이트가 희유 성분으로 나타나며 이는 높은 압력을 지시한다. 로소나이트를 함유하는 에클로자이트는 약 45~300 km 사이의 깊이에서 해양 지각의 정상적인 섭입 동안 형성된다고 실험으로 예측되었지만 지표에 노출된 것에는 아주 드물다.